# Bill Joy
Bill Joy, vlastním jménem Wiliam Nelson Joy (* 8. listopadu 1954 v Detroitu, Michigan) je americký softwarový vývojář. Vystudoval elektrotechniku na univerzitě v Michiganu a elektrotechniku a počítačové vědy na Kalifornské univerzitě Berkeley. Zde působil od roku 1977 a významně se podílel na Berkeley Software Distribution (BSD). Pro BSD vyvinul Joy také C shell a editor vi.
Dalším z jeho hlavních projektů byl další vývoj TCP/IP, proto byl někdy nazýván „Edison Internetu“. Když Bill Joy roku 1982 spolu s Vinodem Khoslou, Scottem McNealyim a Andy Bechtolsheim založil Sun Microsystems, byl zodpovědný za rozvoj technologií jako např. SPARC, Solaris (SunOS), Java a Jini.
Dne 9. září 2003 opustil Sun Microsystems. V dubnu 2000 způsobil Joy rozruch svým kontroverzním článkem „Proč nás budoucnost nepotřebuje“ ve Wired Magazine, kde mimo jiné uvádí: „Nejvýznamnější technologie 21. století – robotika, genetické inženýrství a nanotechnologie – činí z lidí ohrožený druh“. Je stále považován za ikonu Silicon Valley a stále zkoumá vliv technologie na lidstvo a možnosti a meze nové ekonomiky.